# Applied Organometallic Chemistry
Applied Organometallic Chemistry (abrégé en Appl. Organomet. Chem.) est une revue scientifique à comité de lecture. Ce journal publié mensuellement inclut des revues, des articles de recherches originales et des rapports de données cristallographiques dans le domaine de la chimie organométallique.
D'après le Journal Citation Reports, le facteur d'impact de ce journal était de 2,248 en 2014. Le directeur de publication est Cornelis J. Elsevier (Université d'Amsterdam, Pays-Bas).